# Group Sounds
Group Sounds (також G.S. та G-Sound) — музичний жанр японського року, що утворився під впливом вокально-інструментних гуртів Європи та США та популяризувався в середині 1960-х років, і пізніше злився з кайокьоку та західним роком. Музичний жанр вважається піонером сучасної японської поп-музики. Переважно вживається для музичних гуртів, що грали в джазових кафе.
Народна музика та нова музика стала популярною в Японії в 1970-роках, а нові рок-гурти збереглися як новий рок в японській андеграудній музиці. Походження сучасної японської рок-музики, як правило, розглядається як новий рок, а відеозаписи рок-концертів дуже рідкісні.

## Відомі гурти

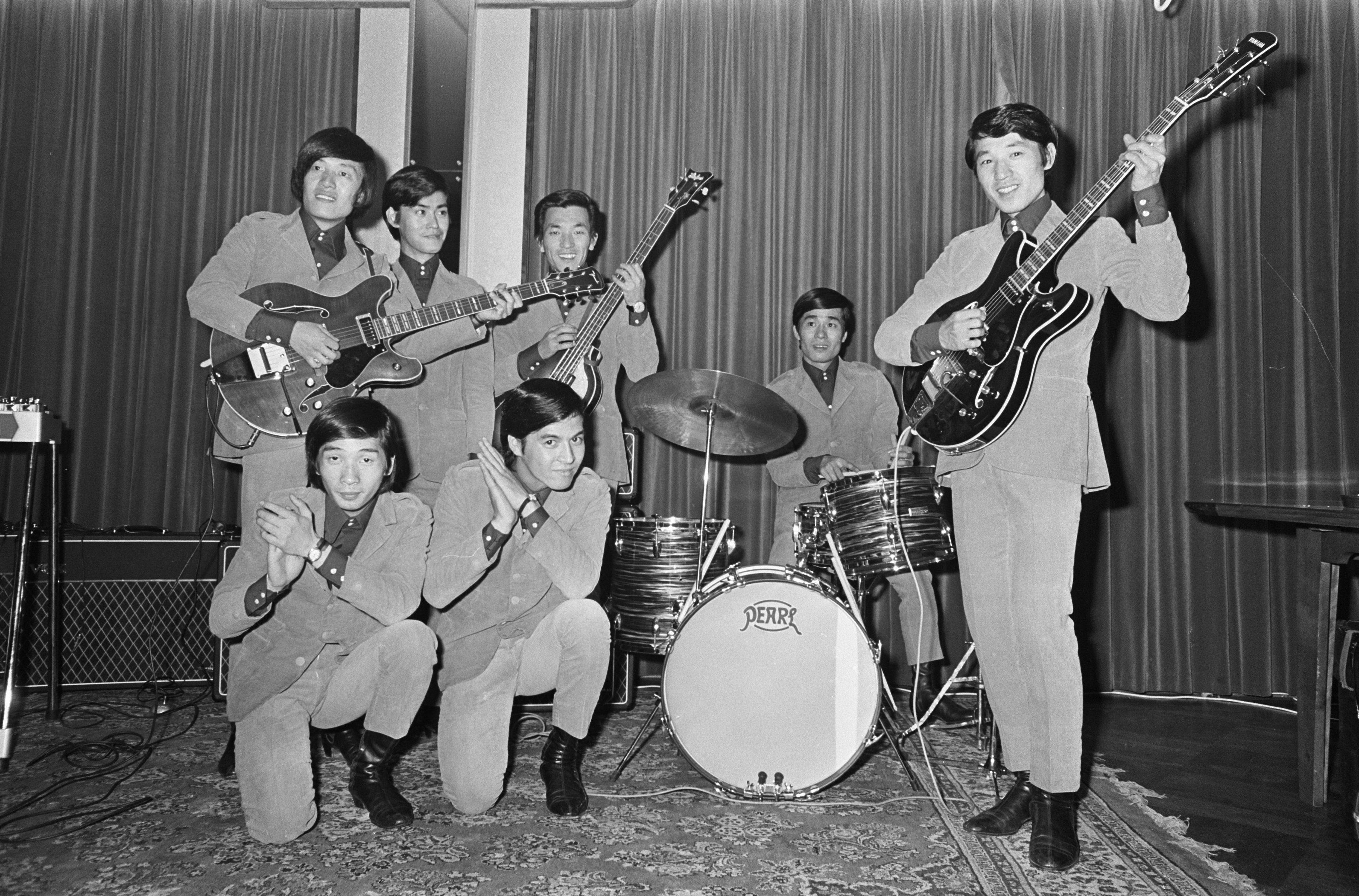
«The Spiders» в 1966 році.

- The Tigers
- The Tempters
- The Spiders
- The Wild Ones
- The Jaguars
- The Golden Cups
- The Mops

## Відомі гурти нового року (1969—1972)
- Blues Creation
- Flower Travellin' Band
- Happy End
- PYG
- RC Succession
- Les Rallizes Dénudés
- Sadistic Mika Band
- Speed, Glue & Shinki
- Taj Mahal Travellers